# Lista regiunilor din Baden-Württemberg
| - Adelegg - Albuch - Baar - Baden (Land) - Bauland - Berglen - Bergstraße - Bodanrück - Breisgau - Brunnenregion - Dinkelberg - Ellwanger Berge - Filder - Gäu - Göge | - Haller Ebene - Hanauerland - Hardt - Härtsfeld - Heckengäu - Hegau - Heuchelberg - Höchsten - Hochsträß - Hohenloher Ebene - Höllental - Holzstöcke - Hotzenwald - Klettgau | - Kraichgau - Korngäu - Kurpfalz - Landgericht - Limpurger Berge - Linzgau - Lußhardt - Löwensteiner Berge - Mainhardter Wald - Markgräflerland - Murrhardter Wald - Neckarbecken - Oberschwaben - Odenwald - Ortenau | - Pfinzgau - Schönbuch - Schurwald - Schwäbische Alb - Schwarzwald - Strohgäu - Stromberg - Taubergrund - Tauberland - Tautschbuch - Ufgau - Waldenburger Berge - Welzheimer Wald - Westallgäu - Zabergäu |